# 衛嗣伯
衞嗣伯（生卒年不详），名已失，是中國西周時代的諸侯國衞國的第4代君主，衞考伯之子，衞疌伯之父。他在位的期間約相當於西周的中期。
| 前任： 父衞考伯 | 衞國君主 | 繼任： 子衞𢈻伯（摯伯） |